# Corymbia torelliana
Espèce
Classification phylogénétique
Corymbia torelliana, connu localement sous les noms de cadaghi (ou cadaga), est une espèce de plantes à fleurs du genre Corymbia et de la famille des Myrtaceae. C'est un arbre endémique du nord du Queensland.
C'est un arbre pouvant atteindre 25 m de hauteur aux fleurs blanches ou crème.

## Galerie

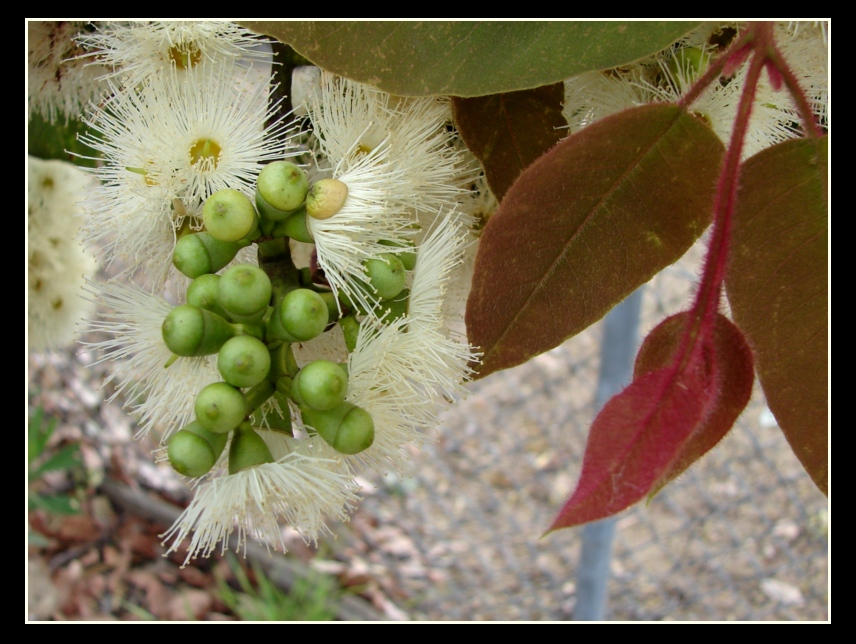
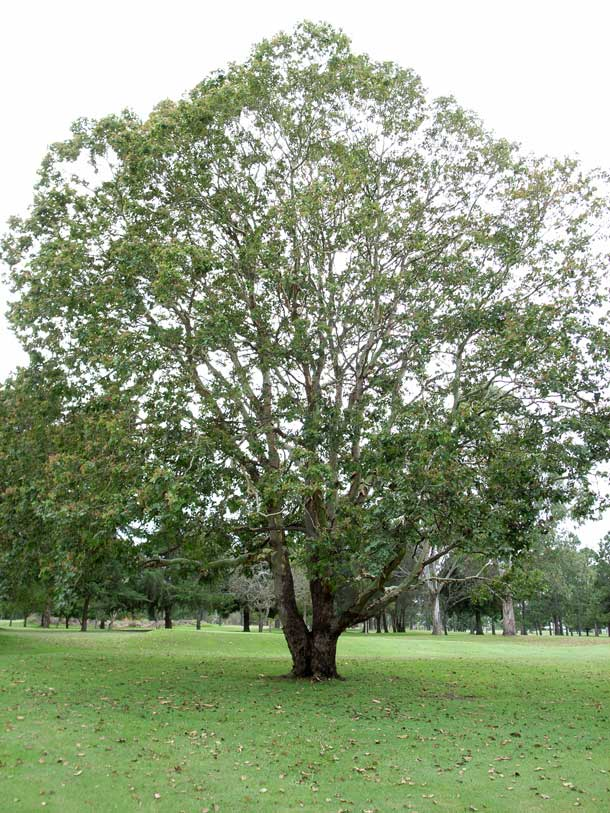